# Insentiraja subtilispinosa
Insentiraja subtilispinosa es una especie de pez de la familia de los Rajidae en el orden de los Rajiformes. Se encuentra en el Océano Pacífico occidental central: Australia y Filipinas. Es de clima tropical y demersal y vive entre 970 y 1100 m de profundidad.
Es ovíparo y las hembras, que pueden alcanzar 55,2 cm de longitud total, ponen huevos envueltos en una cápsula córnea. Es inofensivo para los humanos y come invertebrados.